# French Latino
French Latino es un grupo musical creado en Francia en 2009 por el cantautor Jean-Paul Gavino junto a su hija Michelle.
El grupo de estilo latino-mediterráneo mezcla diferentes ritmos de Europa, África y Sudamérica como Flamenco, Jazz, Boleros, Salsas, Tcha Tcha, Bachatas y actúa en francés, inglés, español, portugués e italiano.

## Adaptación
Además de composiciones originales, French Latino versiona famosas canciones latinas en diferentes idiomas, como Besame mucho, Parole parole, El Reloj, y ofrece adaptaciones originales en español:
- Andalucía escrita por Antonio Gutiérrez. en el disco Guarda la esperanza, inspirado en la Serenata compuesta por Franz Schubert
- " Le ciel, le soleil et la mer" de François Deguelt se convirtió en "Hay cielo el sol y el mar" en el disco Merci ; la canción está escrita, grabada y mezclada en el estudio Unomusic por Luis Villa y el ganador del Latin Grammy Miguel Ángel González. .[5]

## Discografía
- Guarda la esperanza (2009)
- Suerte (2013)
- La vie en rose (2018)
- Merci (2022)

## Asociación y recompensa
Los bailarines de salsa José Aranda y María Vela, ganadores del Mundial de Baile Latino 2021 participan en el clip Bolero 21 del disco Merci  con una original coreografía.
El grupo recibió el Silver Creator Award de Youtube en 2021 gracias, en particular, a actuaciones como Historia de un amor seguida por varios millones de espectadores